# Remain in Light
Remain in Light — четвертий студійний альбом американського рок-гурту Talking Heads.

## Список композицій
Автор музики і слів Девід Берн, Брайан Іно, Кріс Франц, Джеррі Харрісон, і Тіна Веймут. 
| Перша сторона | Перша сторона                           | Перша сторона |
| #             | Назва                                   | Тривалість    |
| ------------- | --------------------------------------- | ------------- |
| 1.            | «Born Under Punches (The Heat Goes On)» | 5:49          |
| 2.            | «Crosseyed and Painless»                | 4:48          |
| 3.            | «The Great Curve»                       | 6:28          |

| Друга сторона | Друга сторона        | Друга сторона |
| #             | Назва                | Тривалість    |
| ------------- | -------------------- | ------------- |
| 4.            | «Once in a Lifetime» | 4:23          |
| 5.            | «Houses in Motion»   | 4:33          |
| 6.            | «Seen and Not Seen»  | 3:25          |
| 7.            | «Listening Wind»     | 4:43          |
| 8.            | «The Overload»       | 6:02          |

| Expanded CD reissue unfinished outtakes | Expanded CD reissue unfinished outtakes | Expanded CD reissue unfinished outtakes |
| #                                       | Назва                                   | Тривалість                              |
| --------------------------------------- | --------------------------------------- | --------------------------------------- |
| 9.                                      | «Fela's Riff»                           | 5:19                                    |
| 10.                                     | «Unison»                                | 4:50                                    |
| 11.                                     | «Double Groove»                         | 4:28                                    |
| 12.                                     | «Right Start»                           | 4:07                                    |

## Учасники запису
Ті, хто бере участь у створенні Remain in Light є:

### Talking Heads
- Девід Берн — вокал, гітари, бас-гітара, клавішні, ударні, аранжування вокалу
- Джеррі Харрісон — гітари, клавішні, бек-вокал
- Тіна Веймут — бас-гітара, клавішні, ударні, бек-вокал
- Кріс Франц — ударні, клавішні, бек-вокал

### Сесійні музиканти
- Браян Іно — бас-гітара, клавішні, ударні, бек-вокал, аранжування вокалу
- Нона Хендрікс — бек-вокал
- Адріан Белью — гітара
- Роберт Палмер — ударні

## Чарти
| Чарт (1980—1981)         | Найвища позиція |
| ------------------------ | --------------- |
| Canadian Albums Chart    | 6               |
| New Zealand Albums Chart | 8               |
| Norwegian Albums Chart   | 28              |
| Swedish Albums Chart     | 26              |
| UK Albums Chart          | 21              |
| US Billboard 200         | 19              |

| Пісня                | Найвища позиція | Найвища позиція | Найвища позиція |
| Пісня                | CAN             | UK              | US Hot 100      |
| -------------------- | --------------- | --------------- | --------------- |
| «Once in a Lifetime» | 28              | 14              | 103             |
| «Houses in Motion»   | —               | 50              | —               |

| Сингл                                                                                     | Найвища позиція | Найвища позиція |
| Сингл                                                                                     | US Hot 100      | US Club         |
| ----------------------------------------------------------------------------------------- | --------------- | --------------- |
| «Born Under Punches (The Heat Goes On)» / «Crosseyed and Painless» / «Once in a Lifetime» | —               | 20              |